# ملالوکا دیسیتیفلورا
ملالوکا دیسیتیفلورا (نام علمی: Melaleuca dissitiflora) نام یک گونه از سرده پوست‌کاغذی است.